# João Arruda
João José de Arruda Júnior  (Curitiba, 22 de maio de 1976) é um político brasileiro. Foi deputado federal por dois mandatos (2010-2018).

## Biografia
Sobrinho de Roberto Requião, é casado e pai de quatro filhos. Tem formação em Ciência do Esporte pela Stetson University (EUA).

## Vida pública
Candidato pela primeira vez em 2010, foi eleito deputado federal pelo PMDB com 126.092 votos. Na Câmara Federal, atuou nas comissões de Desenvolvimento Urbano e de Minas e Energia, na Comissão Especial sobre medidas preventivas diante de catástrofes e vice presidente da Comissão de Fiscalização Financeira.
No primeiro mandato, João Arruda foi indicado pela liderança do PMDB e eleito presidente das comissões especiais criadas para estudar os projetos que deram origem a Lei Anticorrupção e o Marco Civil da Internet.
Foi reeleito deputado federal em 2014 com 176.370 votos.
Foi relator da proposta que elevou o teto do regime tributário especial Supersimples, aprovada em plenário por 417 votos a 2. A mudança beneficia as micro e pequenas empresas, principais geradoras de empregos.
É, também, o relator da Saúde, e autor do projeto conhecido como "Lei Maria da Penha virtual", em defesa das mulheres vítimas do chamado "pornô de vingança".
Em 17 de abril de 2016, João Arruda votou pela abertura do processo de impeachment de Dilma Rousseff. Já durante o Governo Michel Temer, votou a favor da PEC do Teto dos Gastos Públicos. Em abril de 2017 foi favorável à Reforma Trabalhista.
Em agosto de 2017 votou pelo arquivamento da denúncia de corrupção passiva do presidente Michel Temer.
Nas eleições de 2018, foi oficializado candidato ao governo do Estado pela coligação MDB, PDT, Solidariedade e PCdoB. Teve como companheira de chapa a professora Eliana Cortez, também do MDB. Recebeu 705 mil votos, ficando em terceiro lugar, atrás de Ratinho Júnior (PSD), que acabou eleito, e da governadora Cida Borghetti (PP), que buscava a reeleição.
Em dezembro de 2018, foi eleito presidente do Diretório Estadual do MDB no Paraná, sucedendo seu tio, Roberto Requião.

## Problemas com a justiça
Em 2003, foi condenado pela 2ª Vara de Delitos de Trânsito de Curitiba a três anos e nove meses de detenção pelo acidente que resultou na morte de duas pessoas no trânsito de Curitiba, em outubro de 2001. Houve também o acréscimo de mais seis meses por ele ter fugido do local sem prestar socorro às vítimas.